# SPAD S.A
SPAD A.2 (còn gọi là SA.2, A-2 hoặc A2) là một mẫu máy bay tiêm kích hai tầng cánh của Pháp, do hãng SPAD chế tạo năm 1915.

### Biến thể
- SPAD A.3
- SPAD A.4
- SPAD A.5

## Quốc gia sử dụng
Pháp
 Russian Empire
- Không quân Đế quốc Nga

## Tính năng kỹ chiến thuật (A.2)
Đặc điểm tổng quát
- Kíp lái: 1
- Chiều dài: 7,30 m (23 ft 11 in)
- Sải cánh: 9,55 m (31 ft 4 in)
- Chiều cao: 2,65 m (8 ft 8 in)
- Diện tích cánh: 24,56 m² (264,36 ft²)
- Trọng lượng rỗng: 435 kg (958 lb)
- Trọng lượng có tải: 735 kg (1.618 lb)
- Trọng tải có ích: kg (kg)
- Trọng lượng cất cánh tối đa: kg (lb)
- Động cơ: 1 × Le Rhône 9C,  (80 hp)

 Hiệu suất bay 
- Vận tốc cực đại: 153 km/h (95 mph)
- Tầm bay: 300 km (186 mi)
- Trần bay: 4300 m (14.100 ft)
- Vận tốc lên cao: 2000 m (6.560 ft) trong 12 phút 30 giây

Trang bị vũ khí

- Súng: 1 Súng máy Lewis.303